# Dmitrij Sautin
Dmitrij Ivanovitj Sautin (ryska: Дмитрий Иванович Саутин), född 15 mars 1974 i Voronezj i dåvarande Sovjetunionen, är en före detta rysk simhoppare. Han har vunnit åtta olympiska medaljer, fler än någon annan simhoppare.
Sautin började med simhopp vid sju års ålder, när han var sjutton blev han svårt skadad i en knivattack. Trots skadorna tävlade han i olympiska sommarspelen 1992 i Barcelona året därefter. Sautin tog en bronsmedalj i svikthoppet och en sjätteplats i höga hopp.
Vid olympiska sommarspelen 1996 i Atlanta var han favorit i båda tävlingarna, men slutade på en femteplats i svikthopp, fyra dagar senare tog Sautin guld i höga hopp. Vid OS i Sydney 2000 introducerades parhoppning och antalet tävlingar dubblades, Sautin tog medalj i samtliga. Han tog guld i parhoppning från 10 meter tillsammans med Igor Lukasjin, silver i parhoppning från svikt tillsammans med Aleksandr Dobroskok och brons i båda de individuella tävlingarna.
En skada på vänster knä störde Sautins förberedelser inför OS i Aten 2004, trots det tog han en bronsmedalj i svikthopp. 2005 skadade han en axel och funderade på att sluta, men när skadan läkt bestämde han sig för att fortsätta och började träna tillsammans med Jurij Kunakov. De tog en silvermedalj i parhoppning från svikt i olympiska sommarspelen 2008 i Peking.